# Urbán Andrea
Urbán Andrea (Budapest, 1972. július 27. – Budapest, 2021. július 8.) magyar színésznő, a szinkronszakma kiemelkedő alakja.

## Életpályája
1991–1994 között a Nemzeti Színház stúdiójában tanult. 1994-95 között a Budapest Független Színpad, 1995-96 között a Budapesti Kamaraszínház, és 1996-tól hosszabb ideig a Soproni Petőfi Színház művésze volt. Később játszott még az Újreneszánsz Színházban, a Budaörsi Játékszínben és az IBS Színpadon. A Száguldó Orfeum (2010 óta Ivancsics Ilona és Színtársai) megálmodójához, Ivancsics Ilonához nem csak munkakapcsolat, hanem mély barátság is fűzte. Több közös produkciót is színpadra állítottak, közülük talán a Panna, a pöttöm a legismertebb, melyben Urbán Andrea játszotta a főszerepet. Rendszeresen szinkronizált.
Saját bevallása szerint nagy kedvencei közé tartozott a Salemi boszorkányok Abigelje, a Hippolyt, a lakáj Terkája, a Sok hűhó semmiért Herója, az Egerek és emberek Curley-néja, a Marica grófnő szubrettje és az Ábel Teklája.
Gyerekkorában zongorázni és énekelni tanult, később több zenés darabban is szerepet vállalt, valamint szívesen fellépett rendezvényeken, ezeken néhány dalt is előadott.
A Nemzeti Színház stúdiósaként került a szinkronszakmába, ahol olyan művészek mellett dolgozhatott, mint Tolnay Klári, Sinkovits Imre, Sinkó László, Szakácsi Sándor. Gyakran az ő hangján szólalt meg Drew Barrymore, Helen Hunt, Tori Spelling, Vanessa Paradis. Első komolyabb feladata a Büszkeség és balítélet 1995-ös, Colin Firth főszereplésével készült feldolgozásában volt, ahol Kitty Bennetnek adta a magyar hangját.
Az ő hangján szólalt meg a Beverly Hillsben Donna, a Will és Grace-ben Grace, a McLeod lányaiban Tess, a Ki ez a lány?-ban Amanda, az Afrika gyöngyszemében Joanna. A Deadwoodban a könnyűvérű Trixie, a Downton Abbey-ben a komorna Anna Smith (később Bates) szinkronhangja volt.
Színházi szerepei mellett szerepelt a Szomszédok című teleregényben és a Nyers világ c. 2003-as kísérleti nagyjátékfilmben. 2008-ban felolvasott a Mesekuckóban, egy online mesesorozatban, a kispesti KMO szervezésében.

### Magánélete
Férje Bozsó Péter színművész volt, akivel a Nemzeti Színiakadémián ismerkedtek meg, majd 1996-ban összeházasodtak. Gyermekük, Barnabás, 2009-ben született.
2021. július 8-án, kevéssel 49. születésnapja előtt, hosszas betegség után hunyt el Budapesten.

## Filmes és televíziós szerepei
- Szomszédok (1993)
- Nyers világ (2004)